# 天下無敵の愛
「天下無敵の愛」（てんかむてきのあい）は、2004年6月23日にリリースされた酒井法子の35枚目のシングルである。

## 解説
同年のTBS系ドラマ『よい子の味方』主題歌。
作詞は斉藤由貴で、作曲編曲プロデュースは斉藤の作品も多く手がけた崎谷健次郎が担当した。

## 収録曲
- 全曲作詞：斉藤由貴 / 作曲編曲：崎谷健次郎

1. 天下無敵の愛
2. 月明かりの下

## 収録アルバム
- 大好き〜My Moments Best〜
- NORIKO BOX 30th Anniversary Mammoth Edition
- Premium Best